# Let’s Go (песня The Cars)
Let’s Go (с англ. — «Пойдём») — четвёртый в общем и первый с альбома Candy-O сингл американской рок-группы The Cars, вышедший 12 июня 1979 года на лейбле Elektra Records.
Рок-песня новой волны, хук которой был вдохновлён группой The Routers. Вокал в песне исполняет басист Бенджамин Орр. Сингл имел успех в чартах, достигнув 14-го места в Соединённых Штатах и попав в чарты многих других стран. С тех пор она появилась на нескольких сборниках и получила признание критиков. Это было 100-е видео, показанное в первый день MTV 1 августа 1981 года.

## Композиция
«Let’s Go» была описана Бреттом Милано как «ещё один обоюдоострый гимн» в аннотации к Just What I Needed: The Cars Anthology.
Фирменным хуком песни является серия хлопков, за которыми следует крик «Let’s Go!», заимствованный из песни 1962 года «Let’s Go (Pony)» группы The Routers, а также простая синтезаторная мелодия, сыгранная Грегом Хоуксом с использованием главного пресета Sync II (или его небольшая вариация) с синтезатора Prophet-5. Песня рассказывает историю 17-летней девушки и её зарождающегося интереса к «ночной жизни».

## Выпуск
«Let’s Go» была выпущена в качестве первого сингла с Candy-O в июне 1979 года. Би-сайд песни представляет собой неальбомный трек под названием «That’s It», в котором ведущий вокал исполняет тоже Бенджамин Орр. Сингл достиг 14-го места в чарте синглов Billboard Hot 100 в США, что сделало его первой песней The Cars, попавшей в топ-20 Billboard. Песня имела ещё больший успех в других странах, попав в топ-10 во многих странах. В Канаде трек достиг 5-го места и остается самым высоким синглом The Cars за всю историю чартов в этой стране. Аналогичным образом, «Let’s Go» достигла 6-го места в Австралии, где она остается самым высоким хитом в чартах у группы.
Два последующих сингла с Candy-O, «It’s All I Can Do» и «Double Life», были выпущены после «Let’s Go». Хотя «It’s All I Can Do» был незначительным хитом, «Double Life» не попал в чарты.

## Приём
Критик Rolling Stone Том Карсон описал «Let’s Go» как «лучший отрывок на Candy-O», в то время как в обзоре Billboard на Candy-O песня была названа одной из «лучших песен когда либо». Billboard описал песню как «запоминающийся номер в среднем темпе» с гитарным «дерзким рок-звучанием». Cashbox сказал, что песня начинается «с треска, переходящего в обтекаемый поп-рокерский номер, наполненный футуристической комбинацией всплесков синтезатора, хлопков в ладоши и хрустящих гитарных аккордов». Fort Worth Star Telegram оценил его как 8-й лучший сингл 1979 года.
Уильям Рульманн, автор The All-Music Guide to Rock, сказал: «„Let’s Go“ (самый большой хит The Cars на данный момент) стал одной из летних песен года», а Хэмиш Чемп, автор «The 100 Best-Selling Albums of the 70s», сказал, что трек (а также его продолжение, «It’s All I Can Do»), «дают достаточно доказательств диапазона группы». Рецензент AllMusic Грег Прато сказал, что песня была «очень весёлой».

## Список композиций

### США 12" Сингл
Слова и музыка всех песен — Рик Окасек.
| №  | Название                        | Основной вокал | Длительность |
| -- | ------------------------------- | -------------- | ------------ |
| 1. | «Let’s Go» (с англ. — «Пойдём») | Бенджамин Орр  | 3:32         |

| №  | Название                            | Основной вокал | Длительность |
| -- | ----------------------------------- | -------------- | ------------ |
| 1. | «That’s It» (с англ. — «Вот и Всё») | Орр            | 3:19         |

### Франция 7" Сингл
| №  | Название                        | Основной вокал | Длительность |
| -- | ------------------------------- | -------------- | ------------ |
| 1. | «Let’s Go» (с англ. — «Пойдём») | Орр            | 3:32         |

| №  | Название                           | Основной вокал | Длительность |
| -- | ---------------------------------- | -------------- | ------------ |
| 1. | «Candy-O» (с англ. — «Конфетка-О») | Орр            | 2:27         |

## Участники записи
- Рик Окасек — ритм-гитара, бэк-вокал
- Эллиот Истон — соло-гитара, бэк-вокал
- Грег Хоукс — клавишные, перкуссия, бэк-вокал
- Бенджамин Орр — бас-гитара, вокал
- Дэвид Робинсон — ударные, перкуссия

## Чарты
| Чарт (1979)                        | Высшая позиция |
| ---------------------------------- | -------------- |
| Австралия (Kent Music Report)      | 6              |
| Канада (RPM Top Singles)           | 5              |
| Новая Зеландия (Recorded Music NZ) | 40             |
| Великобритания (OCC UK Singles)    | 51             |
| США (Billboard Hot 100)            | 14             |
| США (Cash Box Top 100 Singles)     | 14             |

| Чарт (1979)                      | Позиция |
| -------------------------------- | ------- |
| Австралия (Kent Music Report)    | 41      |
| Канада (Top Singles, RPM)        | 49      |
| США (Cash Box Top 100 Singles)   | 96      |
| США (Joel Whitburn's Pop Annual) | 102     |